# Buoban Pamang
Buoban Pamang (née le 16 avril 1988 à Chiang Rai) est une athlète thaïlandaise spécialiste du lancer du javelot. 

## Carrière

### Palmarès
| Année | Compétition         | Lieu    | Résultat | Performance |
| ----- | ------------------- | ------- | -------- | ----------- |
| 2006  | Jeux asiatiques     | Doha    | 1re      | 61,31 m     |
| 2007  | Championnats d’Asie | Amman   | 1re      | 58,35 m     |
| 2007  | Universiade         | Bangkok | 1re      | 61,40 m     |

### Records
| Épreuve           | Performance | Lieu    | Date         |
| ----------------- | ----------- | ------- | ------------ |
| Lancer du javelot | 61,40 m     | Bangkok | 14 août 2007 |